# Páprica

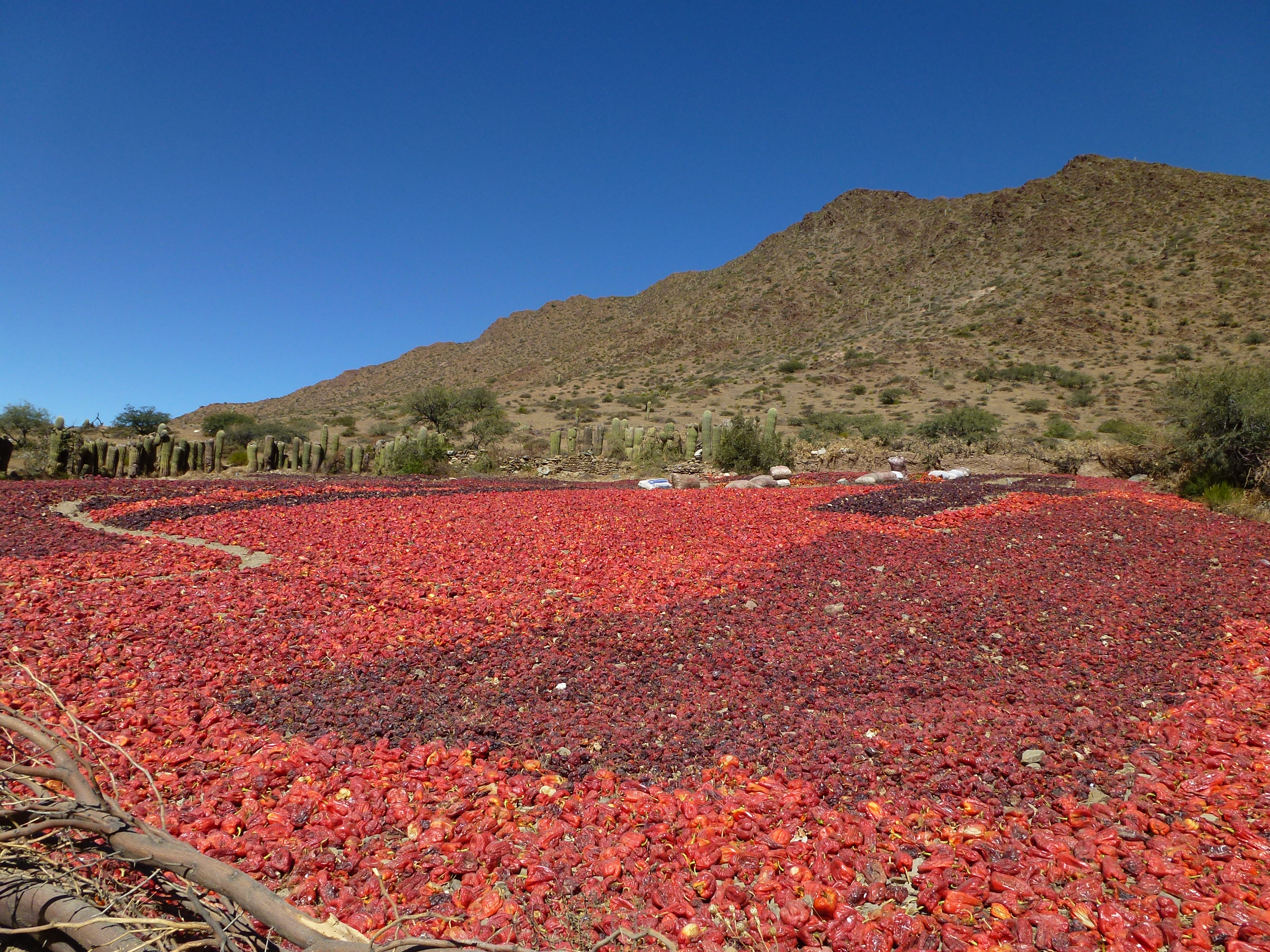
Pimentos vermelhos postos a secar ao ar livre em Cachi, Argentina, antes de serem moídos

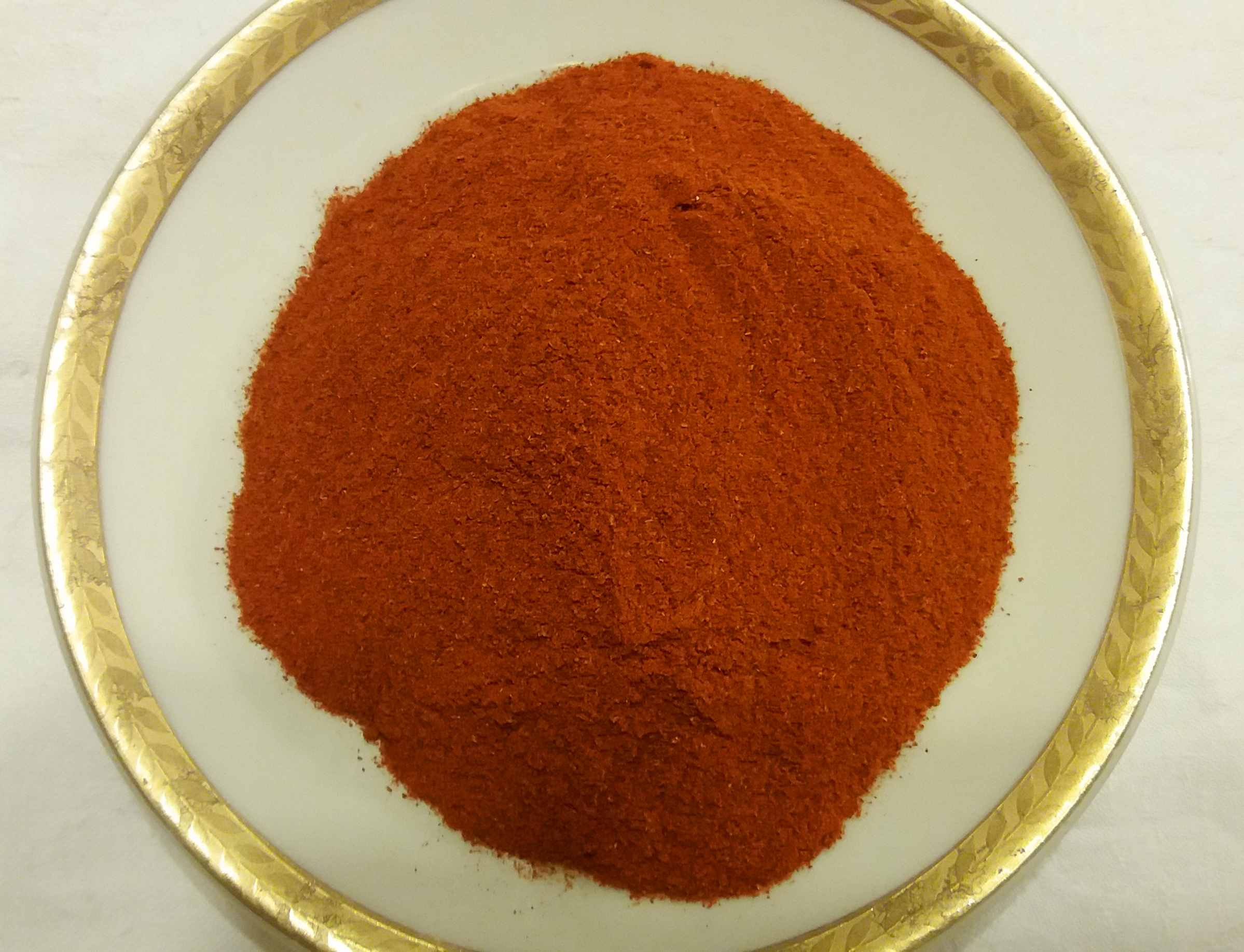
Páprica

A páprica (português brasileiro) ou paprica (português europeu), também conhecida em Portugal como colorau ou pimentão doce, é uma especiaria muito usada na cozinha como condimento, obtida de uma variedade de pimentão (pimento em português europeu), uma variedade de Capsicum annuum, da família das Solanaceae depois de seco e moído, mas diferente do pimentão doce. O Capsicum annuum é originário da América Central e há diversas variedades dessa espécie que são utilizadas, dependendo de se se pretende um condimento mais ou menos picante.
A páprica é usada como corante de carnes assadas, sopas, pães e arroz. Na indústria alimentícia, é usada para carnes congeladas ou defumadas, arroz, manteiga e queijos.

## Uso em diferentes países
O nome páprica é um derivativo da palavra húngara para pimenta. Em algumas línguas europeias, como o alemão, tanto o fruto como o pó resultante são chamados de páprica.
O maior consumidor e produtor da Europa e do mundo é a Hungria e os países da região dos Bálcãs.[carece de fontes?] Foi a cozinha húngara que fez famosa a páprica na região da Europa central, e é também na Hungria que se produz uma das melhores pápricas do mundo que vai do doce ao picante. O prato húngaro mais conhecido mundialmente, o gulache, um tipo de caldo grosso feito de carne e algumas variações de vegetais, como batatas, cenouras e cebolas e toucinho de porco usa bastante este tempero.
A paprica também é muito usada na Península Ibérica para dar cor e sabor aos enchidos, como chouriços e linguiças, e na cura do presunto, tal como em vários pratos típicos.
No Golfo Pérsico usa-se uma mistura aromática e picante de temperos chamada baharat que utiliza a páprica como ingrediente. É também utilizada nas cozinhas turca, árabe e berbere. Na Síria, é uma das especiarias que compõe a pimenta síria.

## O picante
O princípio picante, a capsaicina, está presente em quantidades ínfimas (0,005%) nas variedades de pimentão suave normalmente usadas na páprica, podendo chegar a 0,1% em espécies mais picantes. O sabor de páprica é devido ao óleo essencial composto por hidrocarbonetos, ácidos gordos e ésteres, além de vitamina C. Sua coloração comum é vermelha ou amarela.